# 原田琢磨
原田 琢磨（はらだ たくま、1982年10月22日 - ）は栃木県出身の俳優である。Rush Style預かり所属。血液型A型、身長176cm、体重60kg、B87cm W75cm H89cm S26.5cm。
趣味は乗馬・英会話・映画鑑賞。特技は水泳・テニス。資格は普通自動車・中型自動二輪車免許。

## 来歴・人物
大学2年生当時に第15回JUNON BOYコンテストに参加。2004年4月、大学在学中にニナガワスタジオに所属。
幼い頃に心臓の手術をしたと『スイッチを押すとき』のインタビューで触れている。また自身のブログで成人頃まで定期的に通院していたと発言しているが、現在では通院はしておらず、運動も通常のものなら差し支えはないとフォローしている。

## 出演

### 舞台
- ロミオとジュリエット（2004年11月）バルサザー
- キッチン（2005年4月）マイクル
- 近代能楽集「卒塔婆小町」（2005年6月）恋人たち女
- さいたまゴールド・シアター（2006年7月）灸
- タンゴ・冬の終わりに（2006年11月）幻の観客
- コリオレイナス（2007年11月）市民・兵士・使者
- 舞台版 風魔の小次郎（2008年3月）雷電
- 暴虐な転び方（2008年10月）橋本

### テレビドラマ
- スイッチを押すとき（2006年7月、毎日放送）池田了
- ガラスの牙（2007年10月、中部日本放送）吉沢満
- 風魔の小次郎（2007年11月、TOKYO MXほか）雷電
- キッパリ!!（2008年9月、中部日本放送）荒木堅
- 鉄道むすめ「川口みその編」（2008年、東名阪ネット6）森本哲夫
- ぬくみ〜ず7「北京飯店完結篇」（2008年12月、フジテレビ）チョウ
- 遺留捜査 第3話（2011年4月27日、テレビ朝日）
- 警視庁ゼロ係〜生活安全課なんでも相談室〜 第4話（2016年2月5日、テレビ東京）川崎健

### 映画
- 明日への遺言（2007年6月）矢田貝潔
- スーパーカブ（2008年1月）秋田一郎

### インターネットテレビ
- ザ・プロローグぬくみ〜ず7「北京飯店」（2008年5月）チョウ

### ラジオ
- 藤田玲 RayLine （2008年11月、エフエム西東京）第31回ゲスト

### 写真集
- Boys/REAL イノセントゲーム（2008年8月、ワニブックス）タクマ